# Pedro Teixeira Silva
Pedro Teixeira da Silva (Lisboa, 11 de Outubro de 1971) é um compositor  e diretor artístico português.

## Biografia
Tem uma distinta carreira Nacional e Internacional corolário do seu talento e duma abrangência estilística e diversidade musical.
Nasceu em Lisboa. Descendente de uma família ligada ao meio artístico-musical. Foi considerado desde muito cedo pela imprensa como menino-prodígio.
Diplomou-se com o curso superior em composição e violino no conservatório nacional de Lisboa obtendo a mais alta classificação (20 valores).
Posteriormente conclui o Superior Professional Graduate em composição e violino na Rotterdam Academy of Music –Rotterdam Academy of Music - Holanda com as mais altas classificações. Estudou direção de orquestra com o Maestro Gonçalo Lourenço.

## Carreira
- Como Violinista:

Representou Portugal no 1º festival internacional do 125º aniversario do Conservatório Tchaikovsky de Moscovo, na Rússia.
Foi distinguido pela RTP para representar Portugal no Festival Internacional de Jovens Solistas, realizado no Teatro Real de Madrid e com transmissão para a Eurovisão onde foi um dos laureados.
É eleito para representar Portugal na Jeunesses Musicales World Orchestra, com tournée na Suécia, Noruega, Holanda, Alemanha, Dinamarca.
Gravou para As Rádios: Radio Renascença, Antena 1, Antena 2, TSF, Radio Nederland. E Para as Televisões, Portuguesa, Espanhola, Holandesa, Russa e Alemã.
Representou Portugal internacionalmente em concertos e festivais nas mais prestigiadas salas de concerto como; Dinamarca (Koncerthuset Copenhagen), Noruega (Oslo Konserthus), Holanda (concertgebouw Amsterdam, De Doelen Rotterdam), Alemanha (philarmonie Berlin, Beethovenhalle Bonn, Kolner Philarmonie), Espanha (Teatro Real Madrid), França, Suécia (Goteborgs Konserthus, Berwaldhallen Stockholm).
Fez estágios, “Master Class” e cursos internacionais em técnicas e análise de composição, música de câmara, interpretação, e violino na Suíça (Fundation Hindemith a convite da European Union of music competitions), USA (Rutgers University, Mason Gross, Rússia (Moscow state conservatory), Inglaterra (Darlington Internacional school and Festival).
Enquanto professor, desenvolveu esta actividade desde os 18 anos, leccionando a classe de Violino e Música de Câmara na Covilhã, Tomar, Mem Martins e Évora.
Tocou e gravou com artistas de nomeada tais como Jorge Palma, Mafalda Veiga, Xutos e Pontapés, GNR, Ornatos Violeta, Santos e Pecadores, Dulce Pontes, Ritual Tejo, Titãs, Poeta de Rua, Luís Jardim, Fafá de Belém, Quinta do Bill, Blind Zero, UHF, Vitorino, Paula Teixeira, Ace of Bass, Bernardo Sassetti, João Melo, Tito Paris, Dzrt, Mafalda Arnauth, Rita Guerra, Master Jake, André Sardet, Diogo Piçarra, Ana Moura, Luísa Sobral, Cuca Roseta, Miguel Ângelo, Luís Portugal (Já Fumega), José Cid, Tim, António Manuel Ribeiro, Pedro Oliveira (7ª Legião) Mariangela Demurtas entre outros.
Pertenceu, durante, 22 anos, ao naipe de 1ºs violinos da Orquestra Sinfónica Portuguesa   residente no Teatro Nacional S. Carlos.
- Como Compositor:

A sua peculiar forma de composição resulta numa fusão de estilos musicais que leva o ouvinte a recriar imagens e viajar mentalmente.

## Cinema
- Banda sonora do filme "A Outra Margem" de Luís Filipe Rocha que venceu Prémio Arco-Íris 2007 da Associação ILGA Portugal.
- Banda sonora da curta metragem "NARGUILE."
- Banda sonora da curta metragem "Reflexos", de João de Oliveira.

## Televisão
- Morangos com Açúcar - TVI - “My Blood”
- Sol de Inverno (telenovela) - SIC - "Love me Until the end of time"
- Destinos Cruzados - TVI - "I Can be Free"
- Fascínios - TVI - "Did You Really Love Me?"
- Fascínios - TVI - " Burning Down The House"
- Podia Acabar o Mundo - SIC - "Suspiro Nocturno"

## Pop/Rock
Principal compositor e fundador dos “Corvos”, banda que conta com 6 álbuns editados
Principal compositor e fundador dos Secret Lie, banda que reúne músicos contemporâneos de qualidade excecional. O álbum "Behind the Truth", na integra com temas da sua autoria atinge, durante semanas, O Top RFM, o Top Itunes e Top Vodafone e, teve “Airplay” em mais de 60 rádios nacionais e internacionais.
O seu dinamismo e versatilidade fez com que em 2017 lançasse pela editora Farol Música  , um álbum “a solo” – Primeiro Ato - com nomes de vulgo da música nacional e internacional e mais uma vez com temas, na integra, compostos por si.

## Música clássica
Tem diversas obras da sua autoria, de música clássica, para as mais variadas formações tais como música de câmara, instrumentos solistas, orquestrais e com coro, estreadas em Portugal, Holanda, Espanha e Alemanha.
- "Lux Prima Spei" – Cantata para quatro solistas, Coro e Orquestra[5]
- "Deneb" – Orquestra de cordas[6]
- “One of These Days, You’ll Find What You Are Searching For"para Orquestra de cordas[7]
- “Concerto para Trompete e Orquestra”,[8]
- "Concerto para 2 Violinos e Orquestra"[9]
- “São Jorge" "[10]
- “A Floresta Mágica” – Sonata para Violino e Piano[11]
- “A Misteriosa Cidade da Alquimia” – Quinteto com Piano[12]
- “A Grande Aventura”-  Piano Trio[13]
- “Adágio for strings” - Orquestra de Cordas[14]
- “Musas” - Concerto para Cordas[15]
- “Concerto para Viola e Orquestra” [16]
- “Sonata para Violino Solo” [17]
- “4 Canções Italianas” - Versão voz e piano[18]
- “Da Nascente até à Foz" - Suite para Orquestra de Cordas[19]
- “O Conde de Monte Cristo" - (Sony Music Portugal 2021) [20]

Em 2018 lançou um trabalho monográfico e discográfico de música de câmara, distribuído pela Sony Music Portugal, intitulado “Os Contos do Feiticeiro” com concerto de apresentação em 18 de janeiro de 2019 no Teatro Nacional de São Carlos.
Estreia “L’ Infinito” da sua obra “4 Canções Italianas” 
As suas presentes obras emergem assim de uma fusão de estilos musicais apreendidos ao longo da sua já extensa carreira que são características únicas nas obras do compositor. A sua abordagem estilística singular resulta num formato de “Nova Música Clássica” dando-lhe uma “luminosidade refrescante” para quem a ouve.
- Como Maestro:

Em 2018 dirigiu a Orquestra do Círculo de Música de Câmara
Em 2019 é Maestro Convidado do Grupo Coral do Hospital Professor Dr. Fernando Fonseca
- Como Diretor Artístico:

É desde 2017, Diretor Artístico da produtora e promotora de música clássica Vontade Comum
Na qualidade de Diretor Artístico apresenta em público em 2018 a recente Orquestra Orbis, formada por si, onde reúne a seu convite músicos profissionais de qualidade das mais referenciadas orquestras nacionais.
- Como Júri :

Em 2017,  XIX Tuist – Festival de Tunas (Coliseu dos Recreios) 
Em 2018, XX Tuist – Festival de Tunas (Aula Magna da Reitoria da Universidade de Lisboa) 
Em 2020, Prémio José Afonso (Câmara Municipal da Amadora) 
Em 2021, Prémio Incentivo à Criação (Teatro Nacional de São Carlos) 
- Como Projeto Educativo: :

Desde 2019, é coordenador do projeto educativo do Teatro Nacional de São Carlos.

## Discografia
•	Corvos Visitam Xutos (Norte Sul, 1999) 
•	Post Scriptum (Zona Música, 2001) 
•	Corvos 3 (Zona Música, 2003) 
•	The Jinx (Som Livre, 2007) 
•	Medo (JBJ & Viceversa, 2010) 
•	Behind the Thuth (IPlay 2012) 
•	Corvos Convidam (Sony Music 2015) 
•	Pandora (Espanta Espíritos 2015) 
•	Primeiro Ato (Farol Música 2017) 
•	Os Contos do Feiticeiro (Sony Music Portugal 2018) 
•	Segundo Ato (Farol Música 2019) 
•	O Conde de Monte Cristo (Sony Music Portugal 2021) 

## Prémios
•	Vencedor do prémio fundação Engenheiro António de Almeida;
•	1º Prémio Lisboa da Juventude Musical Portuguesa;
•	1º Prémio Nacional da Juventude Nacional Portuguesa;
•	Galardoado pelo Ministro da Juventude - Couto dos Santos - em 1983 como o jovem que mais se distingui nesse ano, este último responsável pelo lançamento da sua carreira.
•	Vencedor do Prémio Nível Superior Prémios Jovens Músicos;
•	Vencedor do Prémio Cultura e Desenvolvimento do Ministério da Juventude;
•	Vencedor do Prémio Maurice Raskin
•	Vencedor do Prémio jovens compositores da nova filarmonia Portuguesa
•	Vencedor do prémio de melhor grupo de Rock nos Prémios Fox Music USA 2014 em conjunto com a banda Secret Lie
É membro cooperador da Sociedade Portuguesa de Autores,
Foi realizador dos programas de rádio "Clave de Sol", "Grandes noites do Tâmega" e “Poesia no Ar”,
Participou como ator no filme Os Canibais realizado por Manoel de Oliveira, cineasta português, onde interpreta o celebre violinista Niccolò Paganini (1988). O filme foi nomeado para a Palma de Ouro no Festival de Cannes.